# Coupe baltique de futsal 2008
Navigation
2010
La Coupe baltique de futsal 2008 est la première édition de la Coupe baltique de futsal qui a lieu en Lettonie dans la ville d'Ogre, un tournoi international de football pour les États des Pays baltes affiliées à la FIFA organisée par l'UEFA.

Localisation des pays baltes.

## Classements et résultats
| Équipe   | J | V | N | D | BM | BE | DB  | Pts |
| -------- | - | - | - | - | -- | -- | --- | --- |
| Lettonie | 2 | 2 | 0 | 0 | 17 | 1  | +16 | 6   |
| Lituanie | 2 | 1 | 0 | 1 | 7  | 5  | +2  | 3   |
| Estonie  | 2 | 0 | 0 | 2 | 1  | 19 | -18 | 0   |

| 26 décembre 2008 | Lettonie  | 13 - 0 | Estonie | Ogres sporta hall, Ogre, Lettonie |  |
|                  |           |        |         |                                   |  |
|                  | (Rapport) |        |         |                                   |  |

| 27 décembre 2008 | Lituanie  | 6 - 1 | Estonie | Ogres sporta hall, Ogre, Lettonie |  |
|                  |           |       |         |                                   |  |
|                  | (Rapport) |       |         |                                   |  |

| 28 décembre 2008 | Lettonie  | 4 - 1 | Lituanie | Ogres sporta hall, Ogre, Lettonie |  |
|                  |           |       |          |                                   |  |
|                  | (Rapport) |       |          |                                   |  |